# Точка 143
Точка 143 (каз. Точка 143) — упразднённое село в Иртышском районе Павлодарской области Казахстана. Ликвидировано в 2001 г. Входило в состав Панфиловского сельского округа.

## Население
В 1989 году население составляло 55 человек.

По данным переписи 1999 года в селе проживало 18 человек (11 мужчин и 7 женщин).